# Vojtěch Hruban
Vojtěch Hruban (Praga, 29 agosto 1989) è un cestista ceco.

## Carriera
Con la Rep. Ceca ha disputato i Campionati mondiali del 2019 e quattro edizioni dei Campionati europei (2013, 2015, 2017, 2022).

## Palmarès

### Squadra
- Campionato ceco: 10

ČEZ Nymburk: 2012-13, 2013-14, 2014-15, 2015-16, 2016-17, 2017-18, 2018-19, 2019-20, 2020-21, 2021-22
- Coppa della Repubblica Ceca: 6

ČEZ Nymburk: 2013, 2017, 2018, 2019, 2020, 2021

### Individuale
- Basketball Champions League Star Lineup: 1

ČEZ Nymburk: 2019-20